# Martin Kinner von Scherffenstein
Martin Kinner von Scherffenstein (* 1534 in Leobschütz, Herzogtum Leobschütz; † 24. März 1597 in Baumgarten, Herzogtum Münsterberg) war ein deutscher Kirchenlieddichter.

## Leben und Wirken
Es wurde vermutet, von Scherffenstein sei Schüler Philipp Melanchthons gewesen und später Poesieprofessor an der Universität Wittenberg, was allerdings nicht belegt werden kann. Wahrscheinlicher ist, dass er Syndikus in seiner Heimatstadt war. Auf dem von Johann Kaspar Wetzel überlieferten Text des Epitaphs von Scherffensteins heißt es, dieser sei 15 Jahre lang Syndikus gewesen. Der Inschrift weiter zufolge war Scherffenstein die folgenden zwei Jahre Sekretär in Carnow und lebte weitere 22 Jahre, die er auf seinem Gut verbrachte, wobei ein solches nicht bekannt ist.
Scherffenstein dichtete mehrere geistliche Lieder; acht davon wurden in das Gesangbuch Geistlichen Kirchen- und Haus-Musik (Breslau 1644) aufgenommen.

## Werke
- Melodia Epithalamij quinque vocum. In gratiam illustr. Principis ac Dni. Dni. Wenceslai Ducis Silesiae etc. composita à M. Martino Kinnero Leobschucensi 1567